# Uddeholm
Uddeholm is een plaats in de gemeente Hagfors in het landschap Värmland en de provincie Värmlands län in Zweden. De plaats heeft 763 inwoners (2005) en een oppervlakte van 144 hectare. Het dorp kent een minisupermarkt, hotel en een antiek en curiosa winkel. Het dorp ligt aan de monding van de Uvån in het Rådasjön.
In het dorp bevindt zich Uddeholms herrgård met daarop een herenhuis en de kapel van Uddeholm. Daarnaast is het hoofdkantoor van de multinational Uddeholms AB in het dorp gevestigd.

## Verkeer en vervoer
Bij de plaats lopen de Riksväg 62 en Länsväg 246.
In het noorden van het dorp eindigt de Klarälvsbanan en begint de Klarälvsleden.

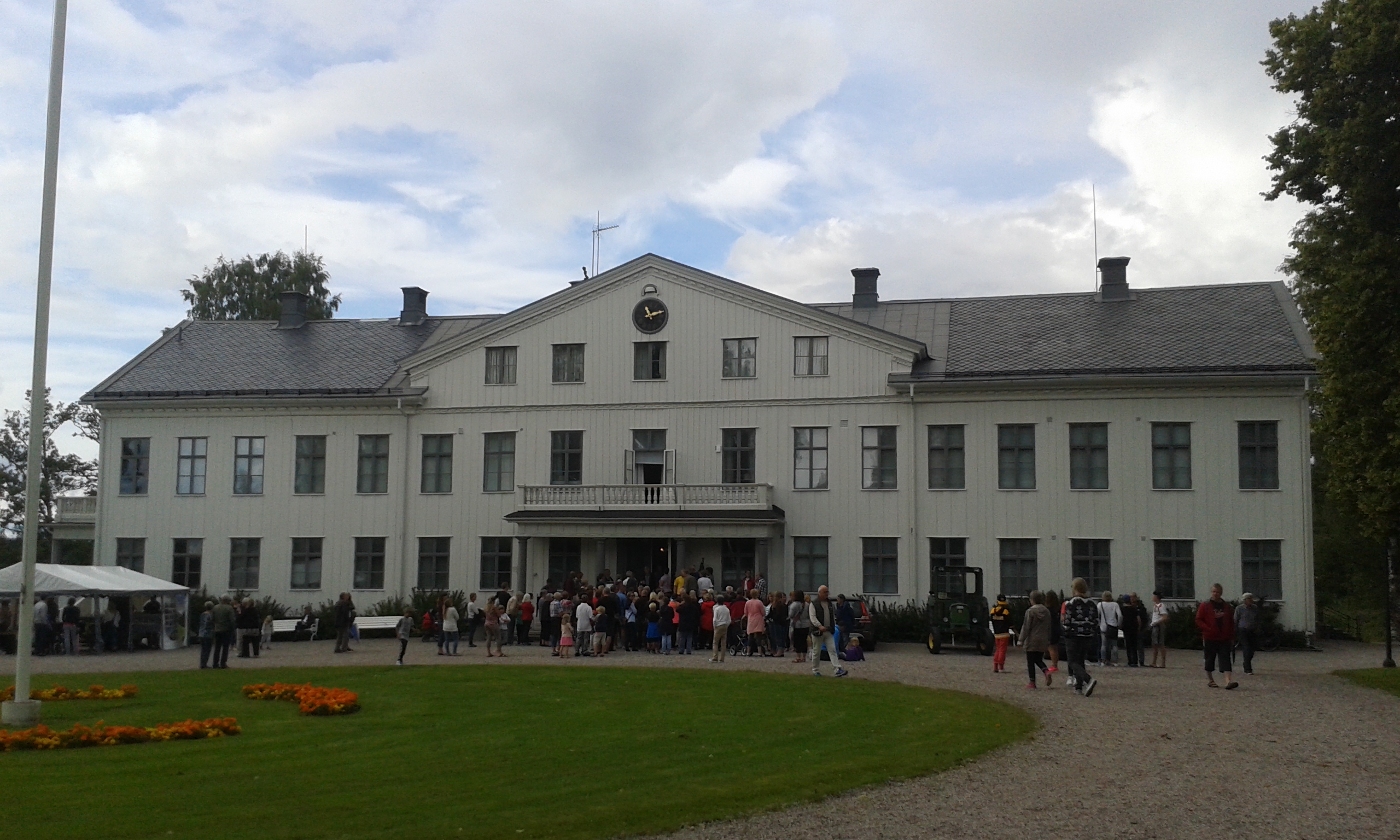
Uddeholms herrgård